# Neuhofen an der Krems
Neuhofen an der Krems ist eine Marktgemeinde im Bezirk Linz-Land im oberösterreichischen Zentralraum mit 6845 (Stand 1. Jänner 2024) Einwohnern.

## Geografie
Der Ort liegt auf 303 Meter Höhe inmitten des Städtedreiecks Linz-Wels-Steyr. Die Gemeinde wird von Süden nach Norden von der Krems durchflossen. Die Entwässerung erfolgt über den linken Nebenfluss Dambach und den rechten Nebenfluss Vallabach (auch Seilerbach genannt). Der tiefste Punkt liegt mit 290 Meter im Norden, mehrere teilweise bewaldete Hügel erreichen eine Höhe von 370 Meter. Die Ausdehnung beträgt von Nord nach Süd 6,3 Kilometer, von West nach Ost 6,4 Kilometer. Die Gemeinde hat eine Fläche von achtzehn Quadratkilometer. Davon werden siebzig Prozent landwirtschaftlich genutzt, neun Prozent sind bewaldet.

### Gemeindegliederung
Ortsteile der Gemeinde sind Dambach, Fischen, Freiling, Gries, Guglberg, Julianaberg, Lining, Neuhofen und Weißenberg.
Der zuständige Gerichtsbezirk ist der Gerichtsbezirk Traun.

### Nachbargemeinden
Das Gemeindegebiet grenzt im Norden an die Stadt Ansfelden sowie an Pucking, im Osten an St. Marien, im Süden an Piberbach, im Südwesten an Kematen an der Krems und im Westen an Allhaming.
| Pucking              | Ansfelden                                   |            |
| Allhaming            | Kompassrose, die auf Nachbargemeinden zeigt | St. Marien |
| Kematen an der Krems |                                             | Piberbach  |

## Geschichte
Die Funde von Römersteinen beim Schloss Weißenberg zeigen, dass das Gebiet schon früh besiedelt war. Das früheste Schriftzeugnis ist von 888 und lautet „Niwanhoua“ (bei den neuen Gehöften). In dieser Urkunde schenkte Arnulf von Kärnten das Gebiet dem Stift Kremsmünster. Zu dieser Zeit stand bereits eine Holzkirche. Eine Stiftsurkunde von 1325 bezeichnet Neuhofen als Markt. Die heutige dem hl. Matthäus geweihte Kirche wurde 1454 erbaut. Eine eigenständige Pfarre wurde Neuhofen im Jahr 1785.
Seit 1918 gehört der Ort zum Bundesland Oberösterreich. Nach dem Anschluss Österreichs an das Deutsche Reich am 13. März 1938 gehörte der Ort zum Gau Oberdonau. In Schloss Gschwendt, eine Zweiganstalt der Landesirrenanstalt Niedernhart in Linz, wurden unter der ärztlichen Leitung von Rudolf Lonauer viele Patienten mittels Unterernährung und Medikamenten ermordet. Nach 1945 erfolgte die Wiederherstellung Oberösterreichs.

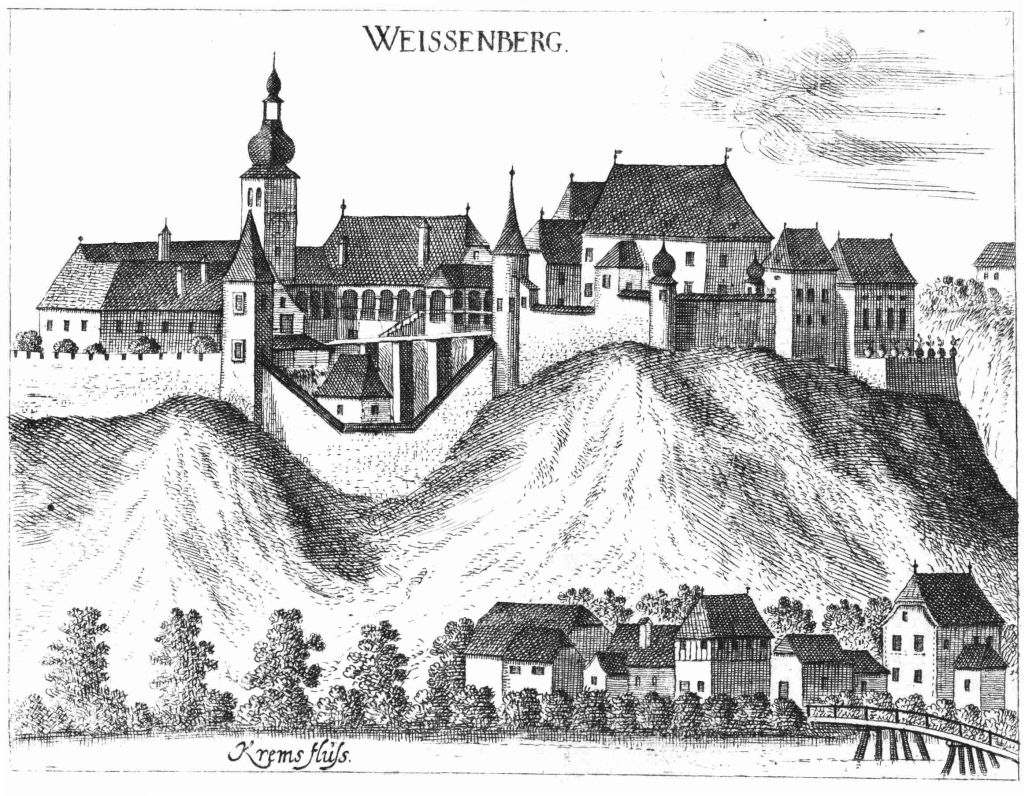
Schloss Weißenberg nach einem Stich von Georg Matthäus Vischer von 1674

- Schloss Weißenberg: Die erste Aufzeichnung über die Besitzer der Burg Weißenberg berichtet, dass 1195 Hezel und Wernhard von „Wizenperch“ beim Hoftag des bayrischen Herzog Ludwig in Bad Hall waren. Der letzte der Familie Weißenberg ließ 1261 die verfallene Burg erneuern. Als sie dann in den Besitz der Pollheimer überging, war sie schon Lehen der österreichischen Herzöge. Die Volkenstorfer als nächste Besitzer bauten das Schloss im Renaissancestil an. Nach verschiedenen Besitzern gelangte das Anwesen 1758 in das Eigentum des Stiftes Kremsmünster. Abt Alexander ließ die alte Burg abreißen und baute einen neuen Schlosstrakt an. Im Jahr 1906 kaufte Richard Porak das Anwesen. Nach weiteren Besitzerwechsel wurde das Anwesen 1938 enteignet und gehörte dann den Hermann Göring Werken. Nach dem 2. Weltkrieg wurde es den ehemaligen Besitzern zurückgegeben, die es der Schuhfabrik Roth verkauften. Nach deren Konkurs kaufte 1971 die Familie Kuthy das Schloss, renovierte es und benutzt es seither als Wohnsitz.[3]

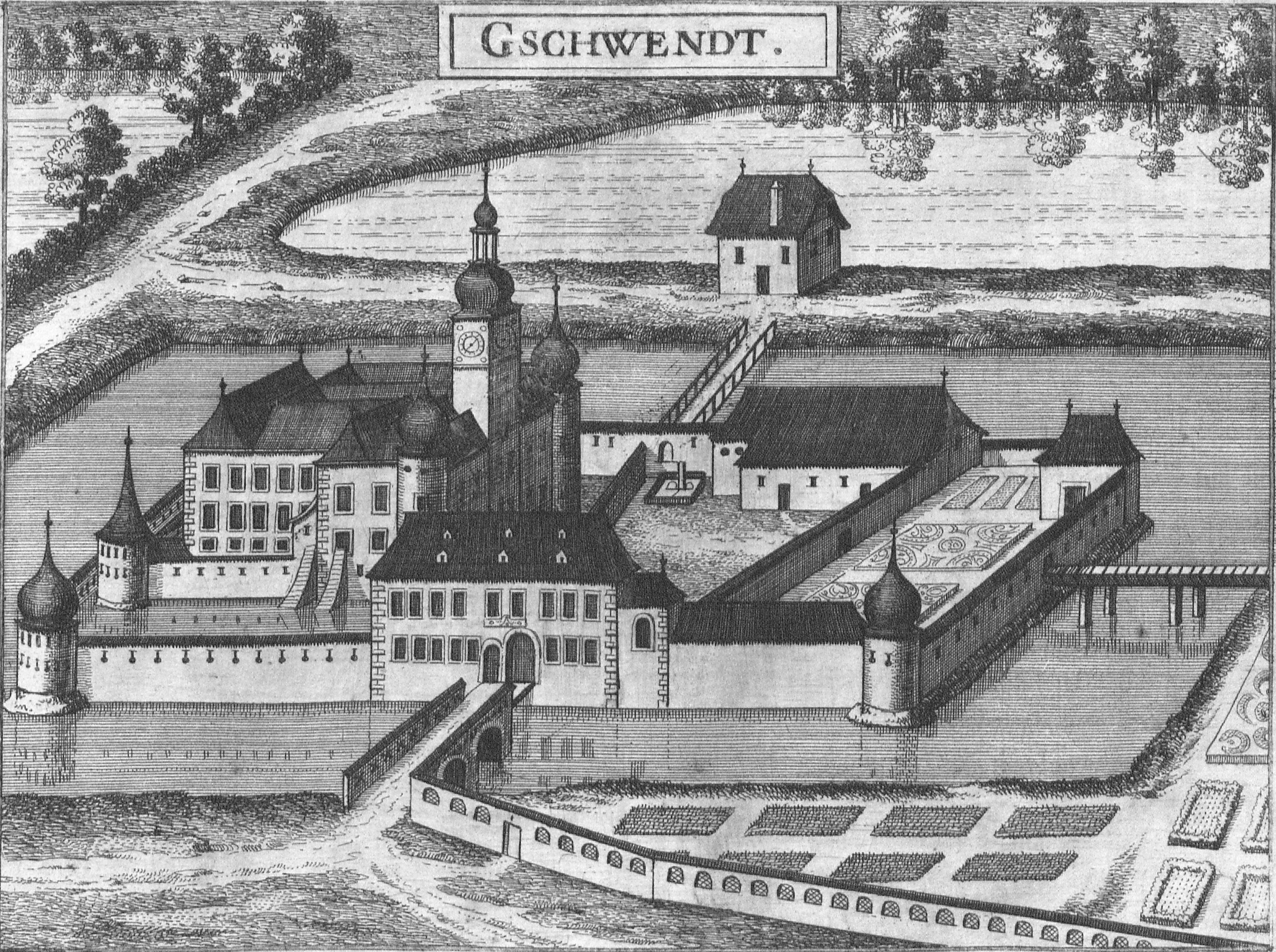
Schloss Gschwendt nach Georg Matthäus Vischer von 1674

- Schloss Gschwendt: Das ursprüngliche Schloss Gschwendt wurde in der Mitte des 12. Jahrhunderts errichtet. Als Ortolf II. von Volkenstorf den Landschreiber Witigo ermordete, ließ König Ottokar als Rache das Schloss um 1250 niederreißen. Um 1300 erhielt Heinrich II. von Volkenstorf von Rudolf von Habsburg die Erlaubnis, das Schloss wieder aufzubauen. Heinrich II. und sein Sohn Albert I. bauten das Schloss prachtvoll auf. Die Familien der Volkenstorfer und der Losensteiner waren schon länger durch Heirat verbunden. So vermachte der kinderlose  Otto IV. im Jahr 1347 das Haus in der Geswend seinen Onkeln Gundacker und Berthold von Losenstein. Die Familie der Losensteiner erweiterte das Schloss und es blieb mehr als 300 Jahre in ihrem Besitz. Die letzte große Erweiterung fand 1682 statt, worauf auch die ins Torhaus eingelassene Jahreszahl hindeutet. Zehn Jahre später gab es keinen männlichen Nachkommen. Maria Katharina von Losenstein heiratete Johann Weickhard von Auersperg und der Besitz ging an das Geschlecht der Fürsten von Auersperg. Bis 1851 blieben diese im Besitz von Schloss und Ländereien, dann wurden die Besitzungen parzelliert und an die umliegenden Bauern verkauft. Das Schlossgebäude kauften Florian und Amalie Kranabetter, die Besitzer der Schlosstaverne. Die 1893 noch übrig gebliebenen Gebäude kaufte das Land Oberösterreich und brachte darin eine Anstalt für psychisch Kranke unter. Später wurde daraus das Landesalten- und Pflegeheim Gschwendt.[4] Die „Landes-Irrenbewahranstalt“, eine Zweiganstalt der „Landes-Irrenanstalt Niedernhart“, wurde ab 1894/95 betrieben.[5] Sie war in der Zeit des Nationalsozialismus einer der Orte der NS-Euthanasie im Reichsgau Oberdonau.[6]

### Einwohnerentwicklung
1991 hatte die Gemeinde laut Volkszählung 4.665 Einwohner, 2001 dann 5.615 Einwohner (davon 5.402 Hauptwohnsitze und 213 Nebenwohnsitze), 2011 lebten 5652 Menschen in der Gemeinde.

## Kultur und Sehenswürdigkeiten
- Schloss Gschwendt
- Schloss Weißenberg

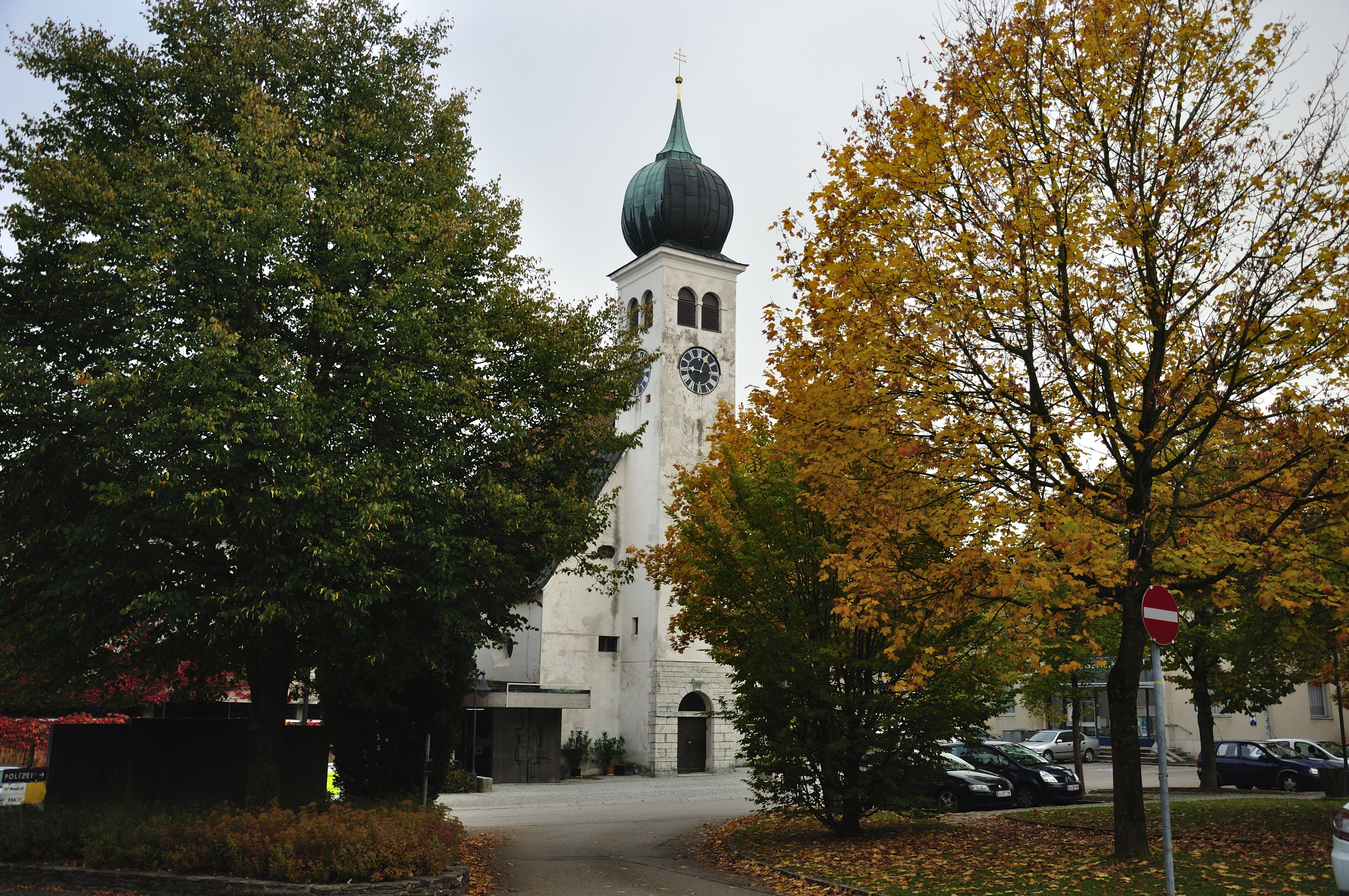
Pfarrkirche Neuhofen an der Krems

- Katholische Pfarrkirche Neuhofen an der Krems hl. Matthäus

## Wirtschaft und Infrastruktur

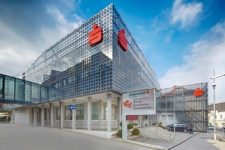
Sparkasse Neuhofen

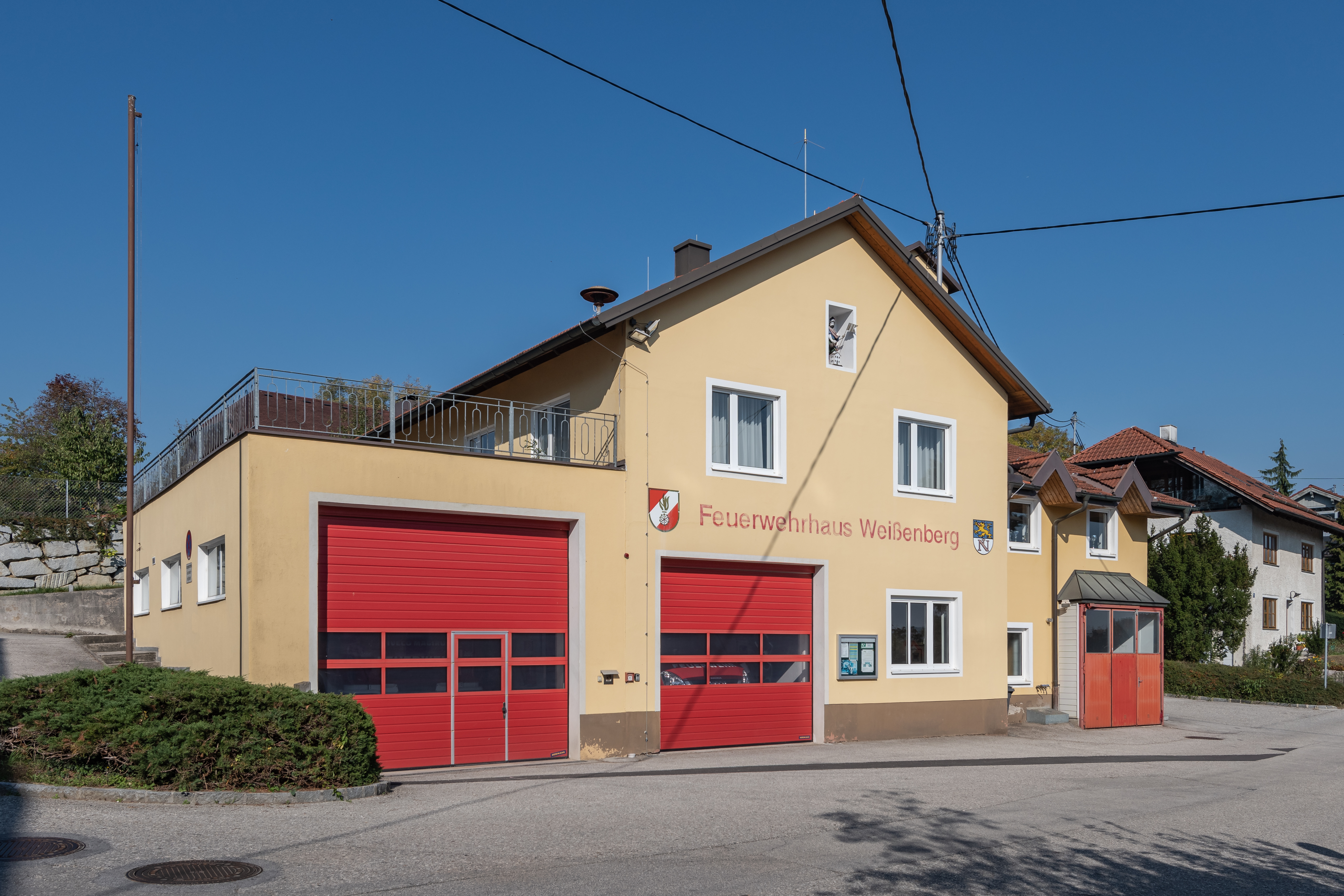
Freiwillige Feuerwehr Weißenberg

### Wirtschaftssektoren
Von den 53 landwirtschaftlichen Betrieben des Jahres 2010 wurden dreißig von Haupterwerbsbauern geführt. Diese bewirtschafteten 71 Prozent der Flächen. Im Produktionssektor waren 410 der 620 Erwerbstätigen in der Bauwirtschaft beschäftigt. Die wichtigsten Arbeitgeber des Dienstleistungssektors waren die Bereiche soziale und öffentliche Dienste (450), Handel (324) und freiberufliche Dienstleistungen (154 Mitarbeiter).
| Wirtschaftssektor            | Anzahl Betriebe | Anzahl Betriebe | Erwerbstätige | Erwerbstätige |
| Wirtschaftssektor            | 2011            | 2001            | 2011          | 2001          |
| ---------------------------- | --------------- | --------------- | ------------- | ------------- |
| Land- und Forstwirtschaft 1) | 53              | 64              | 46            | 70            |
| Produktion                   | 74              | 54              | 620           | 539           |
| Dienstleistung               | 304             | 173             | 1163          | 1010          |

1) Betriebe mit Fläche in den Jahren 2010 und 1999

### Unternehmen
- Sparkasse Neuhofen
- Raiffeisenbank Kematen-Neuhofen

### Arbeitsmarkt, Pendeln
Im Jahr 2011 lebten 2712 Erwerbstätige in Neuhofen an der Krems. Davon arbeiteten 721 in der Gemeinde, beinahe drei Viertel pendelten aus. Von den umliegenden Gemeinden kamen 1108 Menschen zur Arbeit nach Neuhofen.

### Bildung
- Volksschule Neuhofen
- Neue Mittelschule Neuhofen
- Musikschule im Forum

### Sicherheit
In der Gemeinde Neuhofen an der Krems gibt es zwei Freiwillige Feuerwehren (Neuhofen/Krems und Weißenberg) sowie eine Ortsstelle des Oberösterreichischen Roten Kreuzes.

### Verkehr
- Eisenbahn: Neuhofen liegt an der Pyhrnbahn mit Direktverbindungen nach Linz.[11]
- Straße: Die wichtigste Straßenverbindung ist die Kremstal Straße B139.

## Politik
Der Gemeinderat hat 31 Mitglieder.

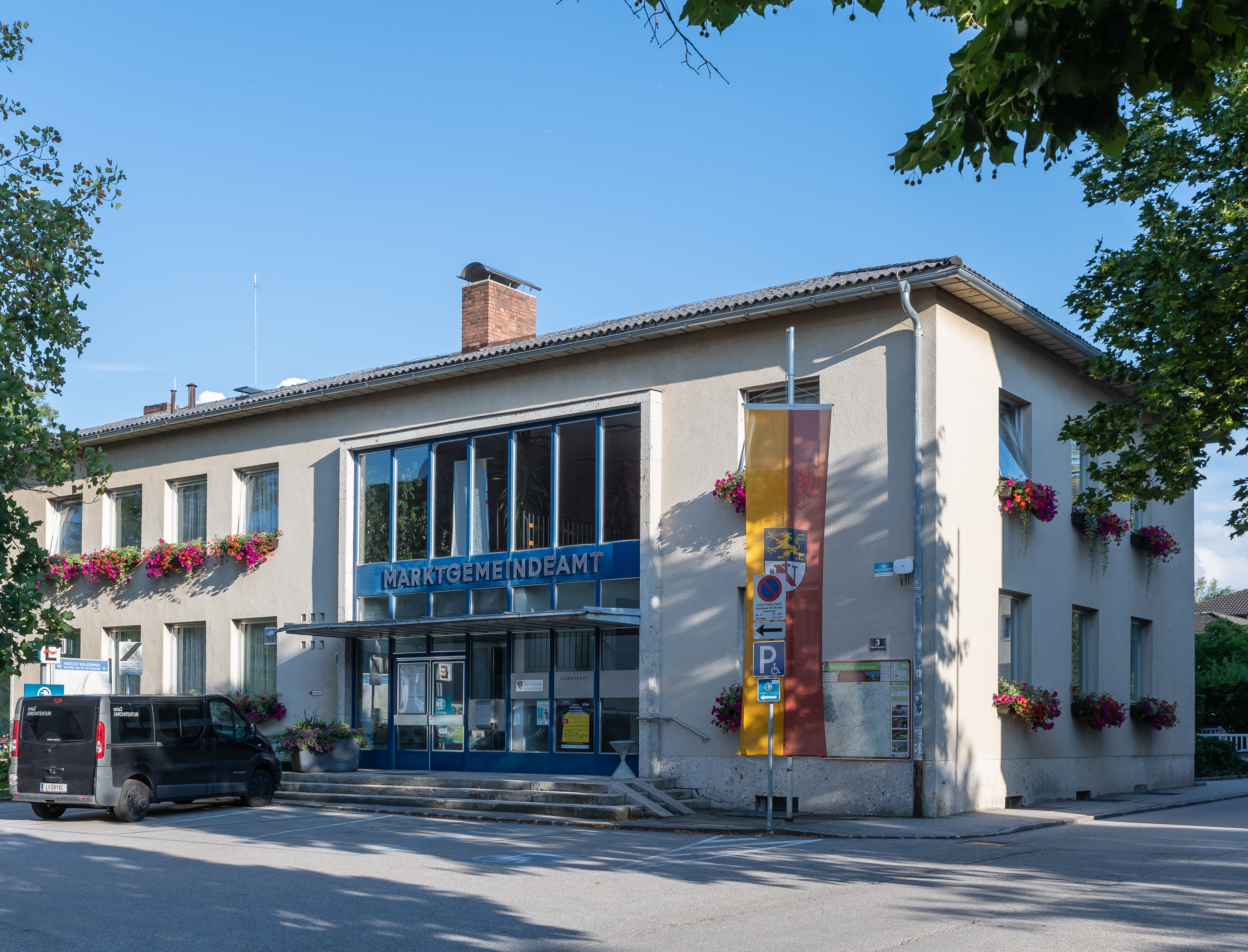
Marktgemeindeamt

- Mit den Gemeinderats- und Bürgermeisterwahlen in Oberösterreich 1997 hatte der Gemeinderat folgende Verteilung: 12 ÖVP, 11 SPÖ, 5 FPÖ und 3 Sonstige.
- Mit den Gemeinderats- und Bürgermeisterwahlen in Oberösterreich 2003 hatte der Gemeinderat folgende Verteilung: 13 SPÖ, 12 ÖVP, 3 FPÖ und 2 GRÜNE.
- Mit den Gemeinderats- und Bürgermeisterwahlen in Oberösterreich 2009 hatte der Gemeinderat folgende Verteilung: 14 SPÖ, 11 ÖVP, 3 FPÖ und 3 GRÜNE.
- Mit den Gemeinderats- und Bürgermeisterwahlen in Oberösterreich 2015 hatte der Gemeinderat folgende Verteilung: 12 SPÖ, 12 ÖVP, 4 FPÖ und 3 GRÜNE.
- Mit den Gemeinderats- und Bürgermeisterwahlen in Oberösterreich 2021 hat der Gemeinderat folgende Verteilung: 12 ÖVP, 11 SPÖ, 5 GRÜNE und 3 FPÖ.[12][13]

### Bürgermeister
Bürgermeister seit 1850 waren:
- 1850–1851 Georg Huber
- 1851–1860 Joseph Koos
- 1860–1864 Georg Mayranderl
- 1864–1873 Josef Wild
- 1873–1879 Franz Füxlbauer
- 1879–1882 Johann Angerer
- 1882–1894 Tobias Höllhuber
- 1894–1906 Georg Mayr
- 1906–1938 Josef Ganglbauer
- 1938–1942 Karl Kolm
- 1942–1945 Josef kemetmüller
- 1945–1945 Franz Stögmüller
- 1945–1948 Johann Kranawetter
- 1948–1955 Oskar Suda
- 1955–1957 Karl Langegger
- 1957–1977 Franz Derndorfer
- 1977–1995 Ernst Aigner
- 1995–2003 Georg Bachmaier
- 2003–2021 Günter Engertsberger (SPÖ)
- 2021–2022 Christian Maurer (ÖVP)[15]
- seit 2022 Petra Baumgartner (ÖVP)[16]

### Wappen
Offizielle Beschreibung des Gemeindewappens: Geteilt; oben in Blau ein goldener, rot gehörnter und gewaffneter, feuerspeiender, halbaufgerichteter Panther; unten in Silber der rote Antiqua-Versalbuchstabe N, besteckt mit einem an die Teilungslinie stoßenden Kreuz.
Der goldene Panther im blauen Feld ist das Wappen der Losensteiner, die im 16. Jahrhundert Eigentümer von Neuhofen waren. Das Kreuz kommt vermutlich von den Volkensdorfern, die zur Zeit der Markterhebung Eigentümer waren. Deren Wappen zeigte ein Tatzenkreuz zwischen zwei Büffelhörnern als Helmzier.
Das Datum der Verleihung des Gemeindewappens ist nicht bekannt, der früheste Nachweis stammt aus dem Jahr 1626. Die Gemeindefarben Gelb-Rot wurden 1970 genehmigt.

## Persönlichkeiten

### Söhne und Töchter der Gemeinde
- Georg von Losenstein (* um 1440 – 1509),  Landeshauptmann der Steiermark 1491–1494, Landeshauptmann von Oberösterreich 1494–1501
- Dietmar von Losenstein (* um 1510 – 1577), Landeshauptmann von Oberösterreich 1571/73–1577
- Georg Freiherr von Derfflinger (1606–1695), brandenburgischer Generalfeldmarschall
- Hans Stadlmair (1929–2019), Dirigent und Komponist

### Personen mit Bezug zur Gemeinde
- Cölestin Josef Ganglbauer (1817–1889), Erzbischof der Erzdiözese Wien und Kardinal; Kaplan in Neuhofen
- Hubert Preibsch (1892–1959), sudetendeutscher Politiker (NSDAP)
- Franz Felbringer (1903–1971), Landwirt und Politiker (SPÖ)
- Rudolf Lonauer (1907–1945), Nationalsozialist, Euthanasie-Arzt
- Claudia Durchschlag (* 1958), Politikerin (ÖVP), Gemeinderätin
- Andreas Findig (1961–2018), Schriftsteller; wuchs in Neuhofen auf
- Christine Haiden (* 1962), Journalistin und Autorin, Chefredakteurin von Welt der Frauen